# مارسيل كولر
مارسيل كولر (ولد في 11 نوفمبر 1960 في زيورخ) لاعب كرة قدم سويسري سابق، والمدير الفني السابق لفريق كرة القدم الأول بالنادي الأهلي المصري. شارك خلال مسيرته كلاعب خط وسط لمدة 24 عاما مع نادي واحد فقط هو نادي غراسهوبر زيوريخ فاز خلالها مع الفريق بسبعة بطولات سويسرية وخمسة كؤوس. كذلك لعب 56 مباراة مع المنتخب الوطني السويسري سجل خلالها 3 أهداف. وكان أحد لاعبي المنتخب السويسري في بطولة أمم أوروبا لكرة القدم 1996.

## مسيرته كمدير فني

### مع النادي الأهلي
في 9 سبتمبر 2022 وقع كولر عقدًا لمدة موسمين مع النادي الأهلي المصري خلفا للبرتغالي ريكاردو سواريس، وفي أغسطس 2023 تم تجديد عقده لمدة موسمين إضافيين, إلى أن تمت إقالته بعد خروج الأهلي من الدور قبل النهائي من دوري أبطال إفريقيا 2024–25.
1. في 28 أكتوبر 2022 فاز باللقب الأول بعد فوز الأهلي على نادي الزمالك 2-0 في بطولة كأس السوبر المصري 2021–22 (اللقب 12 للأهلي في البطولة) على ستاد هزاع بن زايد في أبو ظبي بالإمارات العربية المتحدة.
2. في 10 أبريل 2023 فاز باللقب الثاني بعد فوز الأهلي على نادي بيراميدز 2-1 في نهائي بطولة كأس مصر 2021–22 (اللقب 38 للأهلي في البطولة) المقامة على استاد القاهرة.
3. في 5 مايو 2023 فاز باللقب الثالث بعد فوز الأهلي على نادي بيراميدز 1-0 في بطولة كأس السوبر المصري 2022–23 (اللقب 13 للأهلي في البطولة) المقامة على ستاد محمد بن زايد في أبو ظبي بالإمارات.
4. في 11 يونيو 2023 فاز باللقب الرابع بعد فوز الأهلي على الوداد المغربي في نهائي بطولة دوري أبطال إفريقيا 2022–23 (اللقب 11 للأهلي في البطولة) بمجموع مباراتي الذهاب والعودة، بنتيجة (2-1) في مباراة الذهاب على ستاد القاهرة الدولي في القاهرة، ونتيجة (1-1) في مباراة الإياب على ستاد محمد الخامس في الدار البيضاء.
5. في 10 يوليو 2023 فاز باللقب الخامس بعد تتويج النادي الأهلي بطلا للدوري المصري موسم 2022-23 (اللقب 43 للأهلي في البطولة).
6. في 22 ديسمبر 2023 فاز بالميدالية البرونزية بعد فوز الأهلي على نادي أوراوا رد دايموندز الياباني في مباراة تحديد المركزين الثالث والرابع ببطولة كأس العالم للأندية 2023 (البرونزية الرابعة للأهلي في البطولة) المقامة على ستاد الأمير عبد الله الفيصل بالمملكة العربية السعودية.
7. في 28 ديسمبر 2023 فاز باللقب السادس بعد فوز الأهلي على نادي مودرن فيوتشر 4-2 في نهائي بطولة كأس السوبر المصري 2023–24 (اللقب 14 للأهلي في البطولة) المقامة على ستاد هزاع بن زايد في أبو ظبي بالإمارات العربية المتحدة.
8. في 8 مارس 2024 فاز باللقب السابع بعد فوز الأهلي على نادي الزمالك 2-0 في نهائي بطولة كأس مصر 2022–23 (اللقب 39 للأهلي في البطولة) المقامة على ستاد الأول بارك في الرياض بالمملكة العربية السعودية.
9. في 25 مايو 2024 فاز باللقب الثامن بعد فوز الأهلي على الترجي التونسي في نهائي بطولة دوري أبطال إفريقيا 2023–24 (اللقب 12 للأهلي في البطولة) بمجموع مباراتي الذهاب والعودة، بنتيجة (0-0) في مباراة الذهاب على ستاد رادس في تونس، ونتيجة (1-0) في مباراة الإياب على ستاد القاهرة الدولي في القاهرة.
10. في 8 أغسطس 2024 فاز باللقب التاسع بعد تتويج النادي الأهلي بطلا للدوري المصري موسم 2023-24 (اللقب 44 للأهلي في البطولة).
11. نجح خلال بطولة (الدوري المصري الممتاز موسم 2023-24) في الوصول إلى 20 فوز متتالي محققاً بذلك رقماً قياسياً جديداً متخطياً الرقم القياسي للمدير الفني السابق مانويل جوزيه صاحب ال17 فوز متتالي.
12. في 24 أكتوبر 2024 فاز باللقب العاشر بعد فوز الأهلي على نادي الزمالك بركلات الجزاء الترجيحية في نهائي بطولة كأس السوبر المصري 2024–25 (اللقب 15 للأهلي في البطولة) المقامة على ستاد محمد بن زايد في أبو ظبي بالإمارات العربية المتحدة.
13. في 29 أكتوبر 2024 فاز باللقب الحادي عشر بعد فوز الأهلي على نادي العين الإماراتي "بطل آسيا" بنتيجة (3-0) في مباراة بطولة كأس أفريقيا وآسيا والمحيط الهادي (اللقب الأول للأهلي في البطولة) المقامة على ستاد القاهرة الدولي في القاهرة، وهي المباراة المقامة في إطار بطولة كأس القارات 2024 في نسختها الأولى.

## سجله كمدير فني
آخر تحديث 4 مارس 2023.
| النادي                  | من            | إلى            | السجل | السجل | السجل | السجل | السجل | السجل | السجل | السجل  |
| النادي                  | من            | إلى            | G     | W     | D     | L     | GF    | GA    | GD    | Win %  |
| ----------------------- | ------------- | -------------- | ----- | ----- | ----- | ----- | ----- | ----- | ----- | ------ |
| نادي ويل                | 1 يوليو 1997  | 30 يونيو 1998  | 41    | 15    | 16    | 10    | 63    | 49    | +14   | 036٫59 |
| نادي سانت غالن          | 1 يوليو 1998  | 8 يناير 2002   | 151   | 66    | 40    | 45    | 261   | 201   | +60   | 043٫71 |
| نادي غراسهوبر زيوريخ    | 9 يناير 2002  | 2 أكتوبر 2003  | 70    | 40    | 18    | 12    | 160   | 85    | +75   | 057٫14 |
| نادي كولن               | 2 نوفمبر 2003 | 16 يونيو 2004  | 24    | 4     | 5     | 15    | 24    | 40    | −16   | 016٫67 |
| نادي بوخوم              | 23 مايو 2005  | 20 سبتمبر 2009 | 152   | 56    | 38    | 58    | 220   | 220   | +0    | 036٫84 |
| منتخب النمسا لكرة القدم | 1 نوفمبر 2011 | 31 ديسمبر 2017 | 54    | 25    | 13    | 16    | 80    | 58    | +22   | 046٫30 |
| نادي بازل               | 2 أغسطس 2018  | 31 أغسطس 2020  | 101   | 61    | 19    | 21    | 214   | 114   | +100  | 060٫40 |
| النادي الأهلي           | 9 سبتمبر 2022 | 26 أبريل 2025  | 29    | 20    | 6     | 3     | 52    | 19    | +33   | 068٫97 |
| المجموع                 | المجموع       | المجموع        | 622   | 287   | 155   | 180   | 1٬074 | 786   | +288  | 046٫14 |